# Assembleia Nacional Constituinte da Venezuela de 2017
A Assembleia Nacional Constituinte da Venezuela de 2017 (em espanhol: Asamblea Nacional Constituyente de Venezuela de 2017) foi uma convenção constitucional realizada na Venezuela em 2017 para elaborar uma nova Constituição da Venezuela. A assembleia também se deu o papel de poder supremo acima de todas as instituições existentes na República, substituindo a Assembleia Nacional eleita em 2015. Na época, foi legalmente reconhecido o único órgão do legislativo, uma vez que a Assembleia Nacional, de maioria oposicionista, foi declarada em desacato em 2017 após ter empossado parlamentares cujas investiduras tinham sido impugnadas pelo Tribunal Supremo de Justiça. A decisão foi considerada por muitos como uma escalada autoritária no país. 
Seus membros foram eleitos mediante eleição da Assembleia Nacional Constituinte da Venezuela de 2017.
Em 2020 ficou decidido que a Assembleia se encerraria, tendo alcançado todos os seus objetivos (à exceção de redigir uma nova constituição), além de que no início de 2021, tomaria posse os membros da nova Assembleia Nacional.

## Controvérsias
Uma das primeiras decisões da recém-eleita Assembleia Nacional Constituinte foi o afastamento da procuradora-geral, Luisa Ortega Díaz, por não reconhecer os trabalhos da Assembleia. Nos dias que precederam o seu afastamento, Ortega Diaz havia denunciado a ilegalidade da constituinte, informando a 3 de agosto a abertura de uma investigação sobre alegada manipulação das eleições para essa assembleia. No dia seguinte, Maduro acusou-a cúmplice da “insurgência armada” que tem dominado as ruas venezuelanas, referindo-se às manifestações contra o governo.
A 4 de agosto, Ortega Diaz alertou sobre um “cerco” militar por parte das forças venezuelanas, junto do edifício do Ministério Público, em Caracas, publicando imagens aparentemente tiradas de câmaras de segurança, mostrando cerca de trinta guardas nacionais. Imagens semelhantes foram também difundidas pela agência Reuters.
Posteriormente, o Partido Socialista Unido da Venezuela informou na rede social Twitter que a destituição da procuradora foi aprovada por “falhas graves no exercício das suas funções”.